# Gusztáv Leikep
Gusztáv Leikep (Budapest, 19 de agosto de 1966) es un deportista húngaro que compitió en piragüismo en la modalidad de aguas tranquilas. Ganó tres medallas de plata en el Campeonato Mundial de Piragüismo en los años 1989 y 1990.
Participó en los Juegos Olímpicos de Seúl 1988, donde finalizó séptimo en la prueba de C2 1000 m.

## Palmarés internacional
| Campeonato Mundial | Campeonato Mundial | Campeonato Mundial | Campeonato Mundial |
| Año                | Lugar              | Medalla            | Evento             |
| ------------------ | ------------------ | ------------------ | ------------------ |
| 1989               | Plovdiv (Bulgaria) | Medalla de plata   | C4 1000 m          |
| 1990               | Poznań (Polonia)   | Medalla de plata   | C4 500 m           |
| 1990               | Poznań (Polonia)   | Medalla de plata   | C4 1000 m          |